# Mistrzostwa Europy w Koszykówce Mężczyzn 1967
Mistrzostwa Europy w koszykówce mężczyzn 1967 – XV finały Mistrzostw Europy w koszykówce mężczyzn, które odbywały się od 28 września do 8 października w halach w Helsinkach i Tampere. Reprezentacja Polski zdobyła brązowy medal.

## Areny
| Helsinki                                       | Tampere                                |
| ---------------------------------------------- | -------------------------------------- |
| Hala sportowa w Helsinkach pojemność: 8,2 tys. | Hala sportowa w Tampere poj. 10,2 tys. |
|                                                |                                        |

## Składy
1. ZSRR: Siergiej Biełow, Modestas Paulauskas, Giennadij Wolnow, Jaak Lipso, Anatolij Poliwoda, Priit Tomson, Tonno Lepmets, Alżan Żarmuchamedow, Władimir Andriejew, Zurab Sakandelidze, Jurij Selichow, Anatolij Krikun. (Trener: Aleksander Gomelski)
2. Czechosłowacja: Jiří Zídek, Jiří Zedníček, Jiří Ammer, Vladimir Pištělák, František Konvička, Bohumil Tomášek, Robert Mifka, Jiří Růžička, Jan Bobrovský, Karel Baroch, Jiří Marek, Celestýn Mrázek. (Trener: Vladimír Heger)
3. Polska: Mieczysław Łopatka, Bohdan Likszo, Włodzimierz Trams, Grzegorz Korcz, Zbigniew Dregier, Kazimierz Frelkiewicz, Waldemar Kozak, Mirosław Kuczyński, Czesław Malec, Maciej Chojnacki, Bolesław Kwiatkowski, Henryk Cegielski. (Trener: Witold Zagórski)
4. Bułgaria: Minczo Dimow, Iwan Wodeniczarski, Cwjatko Barczowski, Georgi Christow, Emil Michajłow, Sławejko Rajczew, Pando Pandow, Christo Dojczinow, Georgi Genew, Boris Krastew, Temelaki Dimitrow, Bojczo Branzow. (Trener: Kirił Chajtow)

## Klasyfikacja
| #  | Zespół         |
| -- | -------------- |
| 1  | ZSRR           |
| 2  | Czechosłowacja |
| 3  | Polska         |
| 4  | Bułgaria       |
| 5  | Rumunia        |
| 6  | Finlandia      |
| 7  | Włochy         |
| 8  | Izrael         |
| 9  | Jugosławia     |
| 10 | Hiszpania      |
| 11 | Francja        |
| 12 | Grecja         |
| 13 | Węgry          |
| 14 | NRD            |
| 15 | Belgia         |
| 16 | Holandia       |

## Najlepsza piątka turnieju
MVP –  Jiří Zedníček
- Mieczysław Łopatka
- Modestas Paulauskas
- Jorma Pilkevaara
- Emiliano Rodríguez
- Anatolij Poliwoda